# توم ويتني
توم ويتني (بالإنجليزية: Tom Whitney)‏ هو لاعب غولف أمريكي، ولد في 16 مايو 1989 في بحيرة تاهو في الولايات المتحدة.

## وصلات خارجية
- توم ويتني على موقع رابطة لاعبي الغولف المحترفين (الإنجليزية)
- توم ويتني على موقع التصنيف العالمي الرسمي للغولف (الإنجليزية)